# Tomicy (stacja kolejowa)
Tomicy (ros. Томицы, krl. Tomičču) – węzłowa stacja kolejowa w miejscowości Pietrozawodsk, w Karelii, w Rosji. Węzeł linii Wołchow - Murmańsk z linią do Suojarwi.

## Historia
Zimą 1939/1940 powstał tu węzeł murmańskiej drogi żelaznej z linią do Suojarwi, wybudowaną w celach wojennych w trakcie napaści ZSRR na Finlandię.

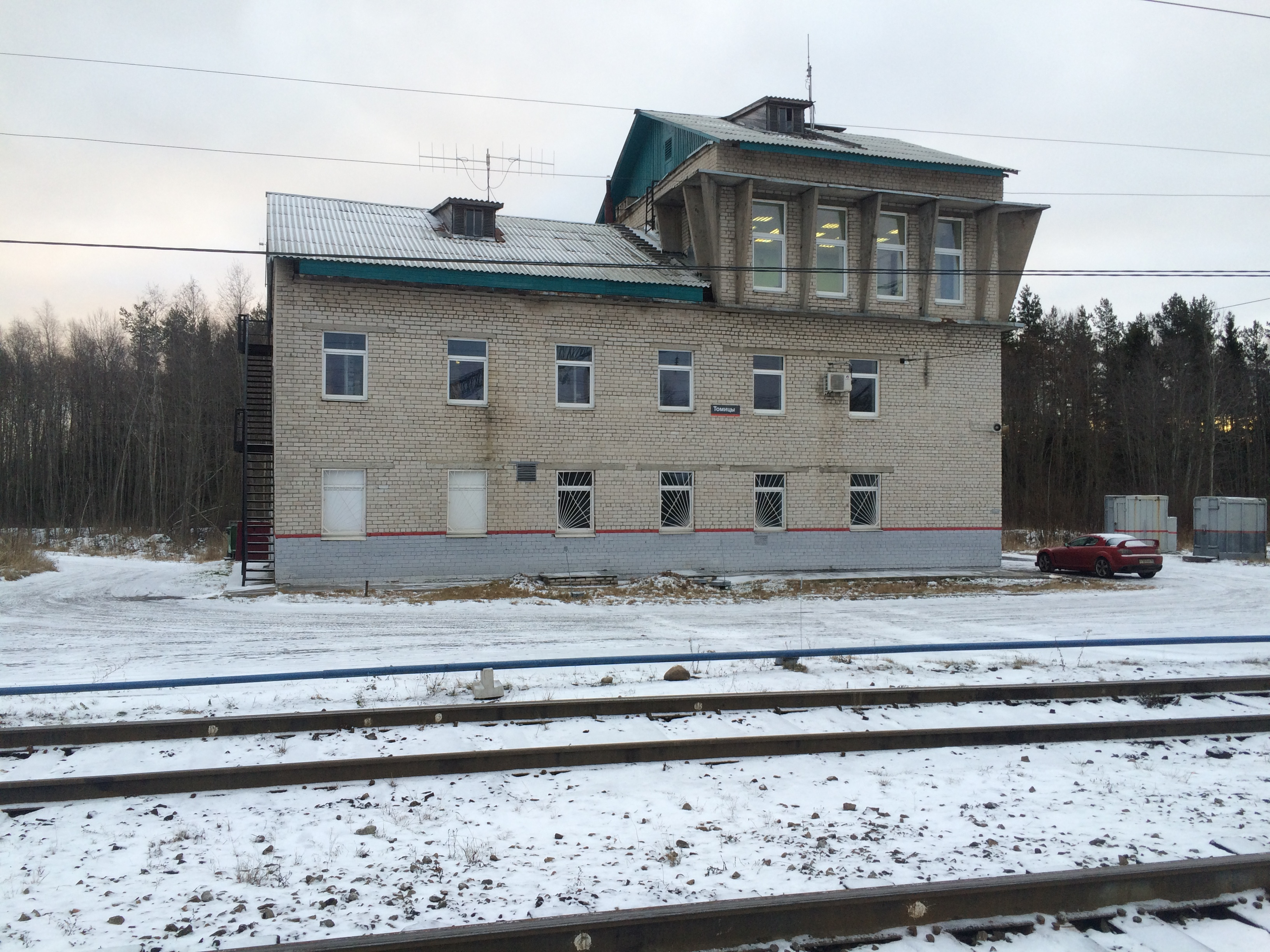
budynek stacyjny
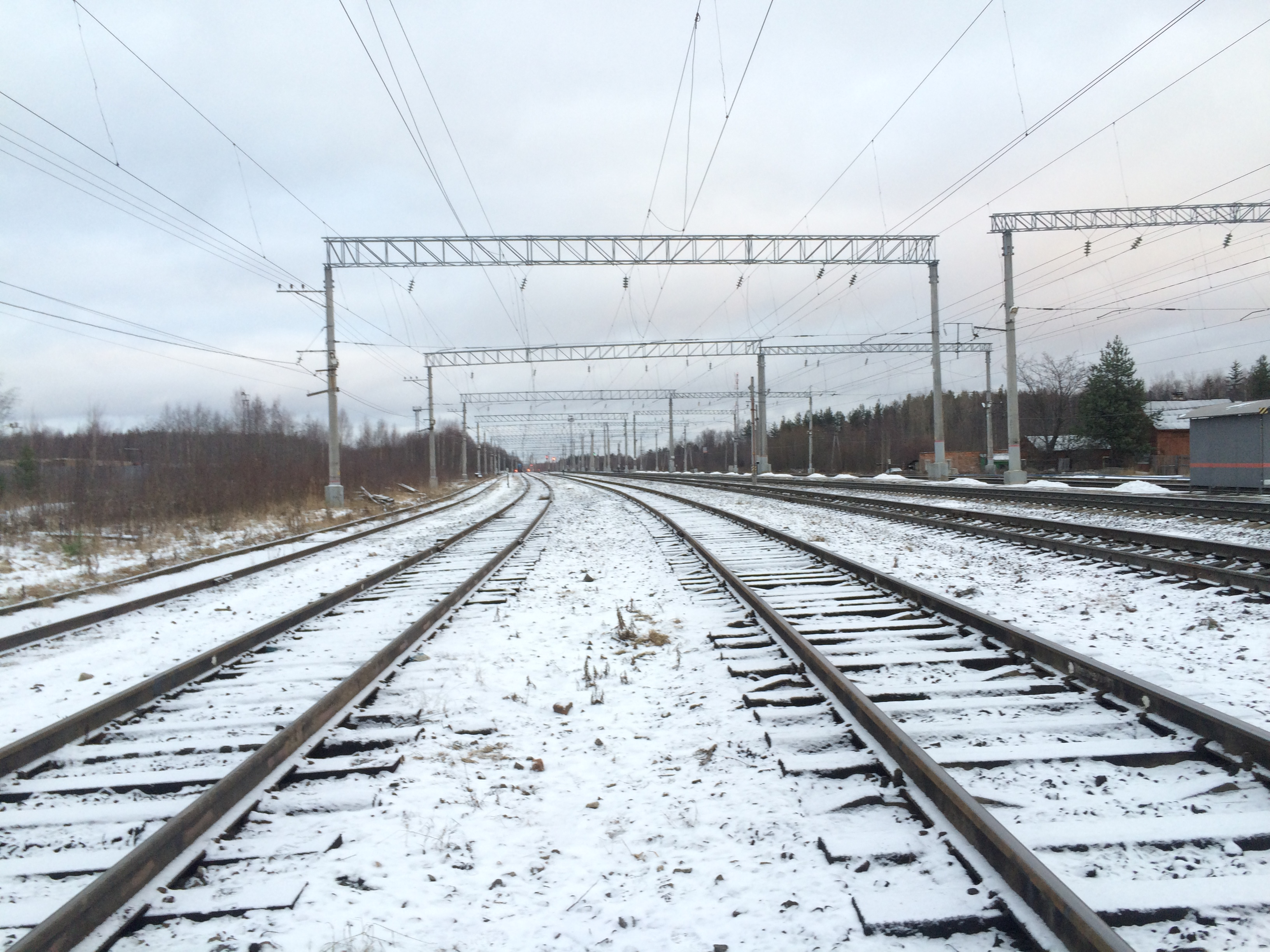
torowisko